# Радищево (Калузька область)
Радищево (рос. Радищево) — присілок в Малоярославецькому районі Калузької області Російської Федерації.
Населення становить 80 осіб. Входить до складу муніципального утворення Село Маклино.

## Історія
Від 2004 року входить до складу муніципального утворення Село Маклино.

## Населення
| 2002 | 2010 |
| ---- | ---- |
| 104  | ↘80  |